# 怡陶碧谷全科醫院
怡陶碧谷全科醫院是加拿大安大略省多倫多怡陶碧谷的一所社區醫院，為怡陶碧谷、賓頓、密西沙加、卡利登及木橋鎮等地區提供服務。